# Lyronotum seriata
Lyronotum seriata är en tvåvingeart som först beskrevs av Meijere 1915.  Lyronotum seriata ingår i släktet Lyronotum och familjen borrflugor. Inga underarter finns listade i Catalogue of Life.